# Stilbops fuscipennis
Stilbops fuscipennis är en stekelart som beskrevs av Dmitriy R. Kasparyan 1984. Stilbops fuscipennis ingår i släktet Stilbops och familjen brokparasitsteklar. Inga underarter finns listade i Catalogue of Life.